# Lillian Wald

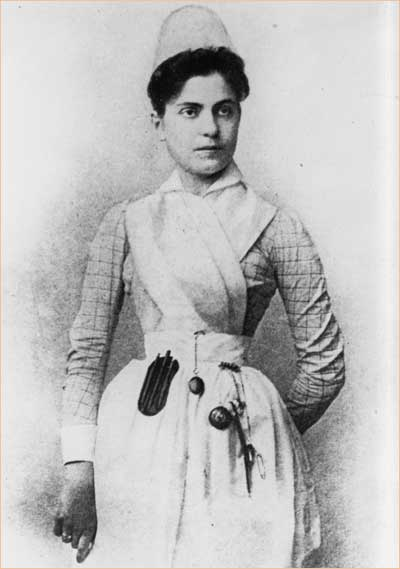
Lillian Wald jeune, en uniforme d'infirmière.

Lillian Wald, née le 10 mars 1867 à Cincinnati dans l'État de l'Ohio et morte le 1er septembre 1940 à Westport dans l'État du Connecticut, est une américaine soucieuse du développement de la santé et du bien-être des femmes et des enfants, elle est la rénovatrice des services et école des soins infirmiers et la fondatrice des services de soins infirmiers à domicile aux États-Unis.
C'est également une figure majeure du Settlement movement par la fondation et la direction du Henry Street Settlement (en) et une réformatrice sociale américaine aux côtés de Jane Addams, Edith Abboth, Florence Kelley, Julia Lathrop.
En 1904, elle fonde le National Child Labor Committee (en), puis en 1910, elle participe à la création un département de soins infirmiers et de la santé au Teachers College de l'université Columbia. En 1912, elle est élue première présidente de la National Organization for Public Health Nursing (Organisation nationale pour les services publics de soins infirmiers).
De 1917 à 1919, durant l'engagement militaire des États-Unis à Grande guerre des nations, elle est à la tête du Council of National Defense (en).
En 1920, elle fonde la League of Free Nations Association, une des organisations qui est à l’origine de la Société des Nations.
Elle fait également partie des fondateurs de la National Association for the Advancement of Colored People (NAACP).

## Biographie

### Jeunesse et formation
Lillian D. Wald est la fille cadette et la troisième des quatre enfants de Max D. Wald et de Minnie Schwartz Wald, tous les deux sont des descendants de plusieurs générations de rabbins et de marchands juifs polonais et allemands qui ont migré aux États-Unis après les révolutions de 1848 qui ont secoué l'Europe. Max D. Wald ouvre une entreprise prospère de matériel optique ; ses affaires le conduisent à s'installer, lui et sa famille, à Cincinnati, Dayton puis Rochester dans l'État de New York,,,.
Lillian D. Waldl suit ses études secondaires à la Miss Cruttenden's English-French Boarding and Day School for Young Ladies de Rochester, son cursus achevée elle se présente au Vassar College de  Poughkeepsie, mais elle est refusée à cause de jeune son âge, elle n'a alors que 16 ans. En août 1889, elle est admise à la New York Hospital School of Nursing (« École de soins infirmiers de l'hôpital de New York »),,,,,.

### Carrière
En 1893, après avoir travaillé dans un orphelinat, où la prise en charge des enfants était épouvantable, elle commença à donner des cours de soins infirmiers aux femmes de moyen social réduit dans le Lower East Side, un quartier alors populaire et largement juif à (New York). Peu après, elle commença à s'occuper des malades de ce quartier, puis se résolut à se consacrer entièrement à cette tâche, et, avec une autre infirmière, Mary Brewster, elle s'y installa. Afin de mieux organiser l'aide qu'elle fournissait aux malades du quartier, elle fonda le Henry Street Settlement  grâce aux contributions de Jacob H. Schiff, un riche banquier new-yorkais, qui ont permis d'acquérir un bâtiment permanent au 265, Henry Street,,,,,.
À l'époque aux États-Unis, à la suite d'une vague d'immigration de Juifs d'origine russe, la communauté juive américaine était divisée entre ces nouveaux-arrivés pauvres et la communauté « traditionnelle » d'origine allemande. Schiff et Wald faisaient partie de ce dernier groupe et contribuèrent à forger des liens entre les deux communautés,.
Aujourd'hui, l'on considère que Lillian Wald est la fondatrice des soins infirmiers aux États-Unis et au Canada.

### Vie privée
Elle ne se maria jamais, préférant de se consacrer pleinement à sa carrière. Elle meurt en septembre 1940 dans son domicile, ses cendres sont conservées dans une urne dans le caveau familial du Mount Hope Cemetery (Rochester) (en). Une foule de 2 500 personnes assiste à une cérémonie commémorative en son honneur, elle se tient au Carnegie Hall de New York en novembre 1940,,,.

## Œuvres

### Essais
- The House on Henry Street, New York, H. Holt and company (réimpr. 1991, 2006, 2008, 2020) (1re éd. 1915), 390 p. (ISBN 9780887383847, lire en ligne),
- Windows on Henry Street, Boston, Massachusetts, Little, Brown, and Company, 1er mars 1934, 376 p. (OCLC 494869, lire en ligne),

### Articles
- « Nurses' Settlement », The American Journal of Nursing, Vol. 1, No. 1,‎ octobre 1900, p. 39 (1 page) (lire en ligne ),
- « The Sophiahemmet in Stockholm », The American Journal of Nursing, Vol. 1, No. 3,‎ décembre 1900, p. 180-182 (6 pages) (lire en ligne ),
- « The Nurses' Settlement in New York », The American Journal of Nursing, Vol. 2, No. 8,‎ mai 1902, p. 567-575 (12 pages) (lire en ligne ),
- « Medical Inspection of Public Schools », The Annals of the American Academy of Political and Social Science, Vol. 25,‎ mars 1905, p. 88-96 (9 pages) (lire en ligne ),
- « Child Labor », The American Journal of Nursing, Vol. 6, No. 6,‎ mars 1906, p. 366-369 (4 pages) (lire en ligne ),
- « Organization amongst Working Women », The Annals of the American Academy of Political and Social Science, Vol. 27,‎ mai 1906, p. 176-183 (8 pages) (lire en ligne ),
- « Best Helps to the Immigrant through the Nurse », The American Journal of Nursing, Vol. 8, No. 6,‎ mars 1908, p. 464-468 (5 pages) (lire en ligne ),
- « The Doctor and the Nurse in Industrial Establishments », The American Journal of Nursing, Vol. 12, No. 5,‎ février 1912, p. 403-408 (6 pages) (lire en ligne ),
- « Internationalism in Nursing », The American Journal of Nursing, Vol. 25, No. 10,‎ octobre 1925, p. 846-848 (3 pages) (lire en ligne ),
- Annie W. Goodrich, M. Adelaide Nutting & Lillian D. Wald, « The Past, Present, and Future of Nursing », The American Journal of Nursing, Vol. 31, No. 12,‎ décembre 1931, p. 1385-1394 (10 pages) (lire en ligne ),

## Hommage et distinctions
- 1912 : récipiendaire de la médaille d'or du National Institute of Social Sciences (en)[2],
- 1937 ; la ville de New York lui décerne le New York City Distinguished Service Award[2],
- 1993 : cérémonie d'admission au musée consacré aux américaines illustres, le National Women's Hall of Fame[9].

## Pour en savoir plus

#### Notices dans des encyclopédies et manuels de références
- (en-US) Paul Wilson Boyer (dir.), Notable American Women : A Biographical Dictionary, 1607-1950, vol. 3, P-Z, Cambridge, Massachusetts, Belknap Press of Harvard University Press, 1er janvier 1971, 729 p. (ISBN 9780674288379, lire en ligne), p. 526-529.
- (en-US) Vern L. Bullough, Alice P. Stein & Olga Church (dir.), American Nursing : A Biographical Dictionary, vol. 1 : Charlotte Albina Aikens - Louise Zabriskie, New York, Encyclopedia-Garland, 1er mars 1988, 367 p. (ISBN 9780824085407, lire en ligne), p. 331-334. ,
- (en-US) Suzanne Michele Bourgoin & Paula K. Byers (dir.), Encyclopedia Of World Biography, vol. 16 : . Vitoria-Zworykin, Detroit, Michigan, Gale Research, 1998, 540 p. (ISBN 9780787622213, lire en ligne), p. 53-54. ,
- (en-US) Helen Rappaport (dir.), Encyclopedia Of Women Social Reformers, vol. 2: M-Z, Santa Barbara, Californie, ABC-CLIO, 6 décembre 2001, 891 p. (ISBN 9781576071014, lire en ligne), p. 727-729. ,
- (en-US) Anne Commire & Deborah Klezmer, Women in World History : A Biographical Encyclopedia, vol. 16 : Vict - X, Waterford, Connecticut, Yorkin Publications, 1er juillet 2002, 881 p. (ISBN 9780787640750, lire en ligne), p. 116-121. ,
- (en-US) Bonnie G. Smith (dir.), The Oxford Encyclopedia of Women in World History, vol. 4 : Seton-Zia, New York, Oxford University Press, USA, 23 janvier 2007, 701 p. (ISBN 9780195148909, lire en ligne), p. 322-323,

#### Essais et biographies
- (en-US) Beryl Williams (ill. Edd Ashe), Lillian Wald : Angel of Henry Street, New York, Julian Messner, 1er janvier 1948, 228 p. (OCLC 599178949, lire en ligne),
- (en-US) Sally Rogow, Lillian Wald : The Nurse in Blue, Philadelphie, Pennsylvanie, Jewish Publication Society of America, 1er janvier 1966, 168 p. (OCLC 1150228993, lire en ligne),
- (en-US) Irvin Block, Neighbor to the World : The Story of Lillian Wald, New York, Thomas Y. Crowell Company, 1er janvier 1969, 208 p. (OCLC 1036763544, lire en ligne),
- (en-US) Beatrice Siegel, Lillian Wald of Henry Street, New York & Londres, MacMillan Publishing Company, 1er mai 1983, 230 p. (ISBN 9780027826302, lire en ligne),
- (en-US) Clare Coss (dir.), Lillian D. Wald : Progressive Activist, New York, Feminist Press at the City University of New York, 5 avril 1989, 124 p. (ISBN 9781558610002, lire en ligne),
- (en-US) Marjorie N. Feld, Lillian Wald : A Biography, Chapel Hill, Caroline du Nord, University of North Carolina Press, 1er janvier 2009, 328 p. (ISBN 9780807832363, lire en ligne),

#### Articles
- (en-US) « Lillian Wald's Fortieth Anniversary at the "House on Henry Street" », Social Service Review, Vol. 7, No. 2,‎ juin 1933, p. 321-322 (3 pages) (lire en ligne ),
- (en-US) « Lillian Wald Elected to Hall of Fame », Social Service Review, Vol. 45, No. 1,‎ mars 1971, p. 97 (1 page) (lire en ligne ),
- (en-US) Deborah Philips, « Healthy Heroines: Sue Barton, Lillian Wald, Lavinia Lloyd Dock and the Henry Street Settlement », Journal of American Studies, Vol. 33, No. 1,‎ avril 1999, p. 65-82 (18 pages) (lire en ligne ),
- (en-US) Marjorie N. Feld, « 'An Actual Working out of Internationalism': Russian Politics, Zionism, and Lillian Wald's Ethnic Progressivism », The Journal of the Gilded Age and Progressive Era, Vol. 2, No. 2,‎ avril 2003, p. 119-149 (31 pages) (lire en ligne ),